# Roger Loyer
Roger Auguste Loyer (* 5. August 1907 in Paris; † 24. März 1988 in Boulogne-Billancourt) war ein französischer Automobil- und Motorradrennfahrer.

## Karriere
Loyer war der Sohn eines Pariser Taxifahrers. In den 1920er-Jahren arbeitete er als Automobilmechaniker und Chauffeur. Ab 1928 fuhr er erfolgreich Motorradrennen. 1937 gewann er den Großen Preis von Frankreich für Motorräder in der 250-cm³-Klasse und 1938 auf Velocette in der 350-cm³-Klasse. In dieser Saison belegte er hinter Ted Mellors (Velocette), „Crasher“ White (Norton) und Siegfried Wünsche (DKW) Platz vier der Europameisterschaft in dieser Hubraumkategorie.
Sein erstes Automobilrennen fuhr Loyer 1938. Nach dem Ende des Zweiten Weltkriegs ging er zwischen 1947 und 1948 zunächst mit einem Cisitalia D46 für die Écurie Paris an den Start und wechselte 1950 zur Werksmannschaft von Gordini, um deren Formel-2-Rennwagen bei nationalen Veranstaltungen in Frankreich zu steuern. 
Sein einziges Rennen in der Automobil-Weltmeisterschaft betritt er 1954, als er in Buenos Aires den Großen Preis von Argentinien fuhr. Mit dem Gordini Type 16 musste er das Rennen nach einem Leck im Öltank vorzeitig aufgeben.

## Statistik

### Statistik in der Automobil-Weltmeisterschaft

#### Gesamtübersicht
| Saison | Team           | Chassis     | Motor          | Rennen | Siege | Zweiter | Dritter | Poles | schn. Rennrunden | Punkte | WM-Pos. |
| ------ | -------------- | ----------- | -------------- | ------ | ----- | ------- | ------- | ----- | ---------------- | ------ | ------- |
| 1954   | Equipe Gordini | Gordini T16 | Gordini 2.5 L6 | 1      | −     | −       | −       | −     | −                | −      | NC      |
| Gesamt | Gesamt         | Gesamt      | Gesamt         | 1      | −     | −       | −       | −     | −                | −      |         |

#### Einzelergebnisse
| Saison | 1 | 2 | 3 | 4 | 5 | 6 | 7 | 8 | 9 |
| ------ | - | - | - | - | - | - | - | - | - |
| 1954   |   |   |   |   |   |   |   |   |   |
| DNF    |   |   |   |   |   |   |   |   |   |

| Legende  | Legende            | Legende                                                          |
| Farbe    | Abkürzung          | Bedeutung                                                        |
| -------- | ------------------ | ---------------------------------------------------------------- |
| Gold     | –                  | Sieg                                                             |
| Silber   | –                  | 2. Platz                                                         |
| Bronze   | –                  | 3. Platz                                                         |
| Grün     | –                  | Platzierung in den Punkten                                       |
| Blau     | –                  | Klassifiziert außerhalb der Punkteränge                          |
| Violett  | DNF                | Rennen nicht beendet (did not finish)                            |
| Violett  | NC                 | nicht klassifiziert (not classified)                             |
| Rot      | DNQ                | nicht qualifiziert (did not qualify)                             |
| Rot      | DNPQ               | in Vorqualifikation gescheitert (did not pre-qualify)            |
| Schwarz  | DSQ                | disqualifiziert (disqualified)                                   |
| Weiß     | DNS                | nicht am Start (did not start)                                   |
| Weiß     | WD                 | zurückgezogen (withdrawn)                                        |
| Hellblau | PO                 | nur am Training teilgenommen (practiced only)                    |
| Hellblau | TD                 | Freitags-Testfahrer (test driver)                                |
| ohne     | DNP                | nicht am Training teilgenommen (did not practice)                |
| ohne     | INJ                | verletzt oder krank (injured)                                    |
| ohne     | EX                 | ausgeschlossen (excluded)                                        |
| ohne     | DNA                | nicht erschienen (did not arrive)                                |
| ohne     | C                  | Rennen abgesagt (cancelled)                                      |
| ohne     | keine WM-Teilnahme |                                                                  |
| sonstige | P/fett             | Pole-Position                                                    |
| sonstige | 1/2/3/4/5/6/7/8    | Punktplatzierung im Sprint-/Qualifikationsrennen                 |
| sonstige | SR/kursiv          | Schnellste Rennrunde                                             |
| sonstige | *                  | nicht im Ziel, aufgrund der zurückgelegten Distanz aber gewertet |
| sonstige | ()                 | Streichresultate                                                 |
| sonstige | unterstrichen      | Führender in der Gesamtwertung                                   |

### Le-Mans-Ergebnisse
| Jahr | Team                  | Fahrzeug                 | Teamkollege        | Platzierung | Ausfallgrund     |
| ---- | --------------------- | ------------------------ | ------------------ | ----------- | ---------------- |
| 1938 | Georges Monneret      | Delahaye 135CS           | Georges Monneret   | Ausfall     | Benzinpumpe      |
| 1939 | Ecurie Walter Watney  | Delage Type D 6-3 Litres | Armand Hug         | Ausfall     | Unfall           |
| 1950 | Automobiles Gordini   | Gordini T15S             | Jean Behra         | Ausfall     | Zündung          |
| 1952 | Automobiles Gordini   | Gordini T15S             | Charles de Clareur | Ausfall     | Kupplungsschaden |
| 1953 | Capt. Marceau Crespin | Gordini T15S             | André Guelfi       | Ausfall     | Motorschaden     |

### Einzelergebnisse in der Sportwagen-Weltmeisterschaft
| Saison | Team            | Rennwagen    | 1   | 2   | 3   | 4   | 5   | 6   | 7   |
| ------ | --------------- | ------------ | --- | --- | --- | --- | --- | --- | --- |
| 1953   | Marceau Crespin | Gordini T15S | SEB | MIM | LEM | SPA | NÜR | RTT | CAP |
| 1953   | Marceau Crespin | Gordini T15S | DNF |     |     |     |     |     |     |
| 1954   | Gordini         | Gordini T15S | BUA | SEB | MIM | LEM | RTT | CAP |     |
| 1954   | Gordini         | Gordini T15S | DNF |     |     |     |     |     |     |